# Jaeschkea microsperma
Jaeschkea microsperma är en gentianaväxtart som beskrevs av Charles Baron Clarke. Jaeschkea microsperma ingår i släktet Jaeschkea och familjen gentianaväxter. Inga underarter finns listade i Catalogue of Life.